# Iveta Mukuchyan
Iveta Mukuchyan este născută pe 14 octombrie 1986 și este o cântăreață armeancă.

## Tinerețea
Iveta a fost născută în Erevan, Armenia (atunci parte a Uniunii Sovietice), mergând la grădiniță în același oraș.. Familia ei s-a mutat în Germania în 1992. Din 1998 până în 2006, a fost școlarizată acolo, mergând la liceul catolic Sfântul Ansgar-Schule, în Hamburg.
Ea s-a întors mai încolo în Armenia, la sfatul părinților, și a stat în țara sa natală în pofida dificultăților. A început să studieze jazz-vocal la Conservatorul de Stat din Erevan.

## Cariera muzicală
Iveta a participat la a patra ediție a „Hay Superstar”, în 2010, terminând pe locul cinci. În 2012, a participat și la „Vocea Germaniei”, cântând „Euphoria”, de Loreen.
În decembrie 2012 a fost numită cea mai sexy armeancă de revista „El Style”.
Iveta Mukuchyan a reprezentat Armenia la Concursul Muzical Eurovision 2016.

## References
1. ↑  „Iveta Mukucyhan - German-Armenian celebrity's secrets”. style.news.am. Accesat în 7 decembrie 2012.
2. ↑  Meytarjyan, Liana (9 noiembrie 2010). Իվետա Մուկուչյան (în armeană). Bravo.am. Accesat în 27 decembrie 2012.
3. ↑  „IVETA MUKUCHYAN: EUPHORIA”. The Voice of Germany. 26 octombrie 2012. Arhivat din original la 30 decembrie 2012. Accesat în 27 decembrie 2012.
4. ↑  Ամենասեքսուալ հայուհի` Իվետա Մուկուչյան (în armeană). Asekose. 17 decembrie 2012. Arhivat din original la 14 ianuarie 2013. Accesat în 27 decembrie 2012.
5. ↑  Իվետա Մուկուչյան. սեքսուալությունը կանացիությունն է՝ առանց գռեհիկության (în armeană). Lurer.com. 21 decembrie 2012. Accesat în 27 decembrie 2012.
6. ↑  "Ամենացանկալի հայուհին" հիացած է, որ Սիրուշոյի և Նազենի Հովհաննիսյանի հետ նույն ցուցակում է (în armeană). Lurer.com. 24 decembrie 2012. Accesat în 27 decembrie 2012.
7. ↑  Muldoon, Padraig (13 octombrie 2015), Eurovision 2016: Iveta Mukuchyan to sing for Armenia (în engleză), wiwibloggs